# Antoinette (baronowa Massy)
Antoinette, baronowa Massy, z domu Grimaldi, I voto Noghes, II voto Rey, III voto Gilpin (Antoinette Louise Alberte Suzanne de Massy, ur. 28 grudnia 1920 w Paryżu, zm. 18 marca 2011 w Monte Carlo) – monakijska księżniczka z dynastii Grimaldich, córka Pierre’a, księcia Valentinois, i jego małżonki, Charlotte, księżnej Valentinois, starsza siostra Rainiera III, księcia Monako.
Antoinette urodziła się w Paryżu jako pierwsze dziecko Pierre'a, księcia Valentinois i Charlotte, księżnej Valentinois.
W 1951 poślubiła Aleksandra Noghes, z którym miała troje dzieci: Elżbietę de Massy (ur. 1947, zm. 2020), Krystiana de Massy (ur. 1949) i Krystynę do Massy (ur. 1951, zm. 1989). Małżeństwo zakończyła się rozwodem w 1954. W 1961 jej mężem został Jan Rey, z którym rozwiodła się w 1974. W 1983 wzięła ślub z Janem Gilpinem. Mężczyzna zmarł nagle sześć tygodni później.
W 1951 otrzymała tytuł baronowej Massy. Antoinette przez wiele lat rościła pretensje do tronu Monako, ponieważ była najstarszym dzieckiem swoich rodziców. Narodziny jej bratanka w 1958 oddaliły jednak szanse rodziny de Massy na objęcie władzy w państwie. Do kwietnia 2005 baronowa zajmowała dziewiąte miejsce w linii sukcesji monakijskiego tronu. Zgodnie z przepisami, w dniu śmierci Rainiera III Antoinette i wszyscy jej potomkowie zostali usunięci z tej listy.
Poprzez swojego przodka, Jana Wilhelma Friso, księcia Oranii spokrewniona była ze wszystkimi rodzinami królewskimi i książęcymi panującymi w Europie.

## Okoliczności narodzin
Panujący w Monako książę Ludwik II pozostawał w stanie kawalerskim i nie doczekał się dynastycznego potomka oraz dziedzica tronu. Około 1897 roku w czasie pobytu w Algierii nawiązał romans z piosenkarką kabaretową, Marią Juliette Louvet. Kobieta zaszła w ciążę i urodziła księciu nieślubną córkę, Charlotte Louise Juliette Louvet.
Ojciec księcia Ludwika, książę Albert I, nie wyraził zgody na ślub syna z Marią, ponieważ kobieta była rozwiedziona i miała już dwoje dzieci. W 1908 Ludwik powrócił do Monako i pozostawił Louvet razem z córką w Konstantynie.
Tymczasem w księstwie Monako nastąpił kryzys dynastyczny. Brak prawowitego potomka oznaczał, że po księciu Ludwiku tron przypadnie dalekim kuzynom Grimaldich, książętom Urach, a konkretnie Wilhelmowi, przyszłemu królowi Litwy. By temu zapobiec wprowadzono nowe przepisy, pozwalające adoptowanym dzieciom na dziedziczenie tronu (prawo zniesione w 2002). Książę Ludwik adoptował Charlotte w 1919, uznał ją za swoje dynastyczne dziecko, członkinię rodziny książęcej i nadał jej tytuł księżnej Valentinois. Książę Albert I zmarł w 1922 roku i Charlotte została następczynią tronu.
Księżniczka Charlotte poślubiła francuskiego hrabiego Pierre'a de Polignac, a ich dzieci miały w przyszłości objąć władzę w państwie.

## Powiązania rodzinne
Księżniczka Antoinette urodziła się 28 grudnia 1920 roku w Paryżu.
Jego rodzicami byli Pierre, książę Valentinois, urodzony jako hrabia z francuskiej dynastii de Polignac i jego żona, Charlotte, księżna Valentinois, nieślubna córka i jedyne dziecko panującego w Monako władcy.
Jego dziadkami byli ze strony ojca Maxence, hrabia Polignac i jego małżonka, Susana, hrabina Polignac; natomiast ze strony matki Ludwik II, panujący w księstwie w latach 1922–1949 i jego dawna kochanka, Maria Louvet, pochodząca z Algierii. Poprzez małżeństwo dziadka jego przybraną babką była Gizela, księżna Monako.
Miała młodszego brata, Rainiera III, księcia Monako.
Księżniczka otrzymała imiona Antoinette Ludwika Alberta Zuzanna (Antoinette Louise Alberte Suzanne), na cześć swojej przodkini Antoinette, księżnej Monako, żony księcia Karola III, również na cześć swojego dziadka, księcia Ludwika II, pradziadka, księcia Alberta I, a także babki ze strony ojca, Zuzanny, hrabiny Polignac.
Była pierwszą księżniczką urodzoną w rodzie Grimaldich od 1833, czyli dnia narodzin księżniczki Florestyny, później księżnej Urach, córki księcia Florestana I i księżnej Marii. Została ochrzczona w 5 marca 1921 w katedrze w Monako.
Z okazji jej narodzin i chrztu wydano specjalne znaczki pocztowe.

## Członkini rodziny książęcej
Księżniczka Antoinette w dniu narodzin została wpisana na trzecie miejsce linii sukcesji monakijskiego tronu, za dziadkiem i matką. W 1922 zmarł książę Albert I, Charlotte została następczynią tronu, a Antoinette przesunęła się na drugą pozycję.
W 1923 urodził się młodszy brat księżniczki, książę Rainier III. Według monakijskiego prawa, bracia mają pierwszeństwo dziedziczenia tronu przed swoimi siostrami; został więc wpisany do listy sukcesji tuż po matce, a przed Antoinette.
Małżeństwo księcia i księżnej Valentinois szybko się zakończyło. Księżna Valentinois pod koniec lat 20. wyprowadziła się z pałacu ze swoim nowym partnerem. 24 lutego 1930 Pierre złożył pozew o rozwód, a wkrótce orzeczono separację pary. Małżeństwo zostało formalnie zakończone w 1933 roku, za zgodą księcia Ludwika II, pogrążonego w żałobie po śmierci Marii Louvet.
Książę Pierre otrzymał zakaz pobytu na terenie księstwa, ale to jemu przypadło prawo do opieki nad dziećmi, które miały spędzać z matką jedynie wakacje. Udało mu się osiągnąć porozumienie z synem i posłał go do szkoły w Wielkiej Brytanii, w której Rainier nie chciał przebywać. To doprowadziło do konfliktu Pierre'a z Antoinette i Ludwikiem. Kolejna sprawa sądowa przyznała prawa do opieki nad książętami księciu Ludwikowi II i Grimaldi powrócili do Monako.
30 maja 1944 księżna Charlotte zrzekła się swoich praw do monakijskiej korony na korzyść swojego syna, czyniąc Rainiera następcą tronu. Księżniczka Antoinette popadła w konflikt z matką, która faworyzowała młodszego do niej syna w kwestii dziedziczenia tronu. Księżna Valentinois była jednak zdeterminowana, by wziąć ślub z markizem Strozzim. Argumentowała, że katoliccy poddani nie uznają rozwiedzionej władczyni, pochodzącej dodatkowo z nieprawego łoża. Wyjechała do Paryża, a w 1949 jej syn Rainier został kolejnym księciem Monako.
W 1947 Antoinette, po wielu latach związku, urodziła nieślubną córkę swojemu partnerowi, Aleksandrowi Noghes, a w 1949 - syna. Para zawarła związek małżeński e 1951, a księżniczka otrzymała tytuł baronowej Massy. Antoinette próbowała wywalczyć pozycję dziedziczki tronu, argumentując, że ma syna, który mógłby w przyszłości przedłużyć dynastię. Rozpowiadała, że partnerka jej brata, aktorka Gisele Pascal jest bezpłodna i nie zapewni rodzinie kolejnego dziedzica. Pogłoski doprowadziły do rozpadu związku Rainiera z Pascal.
W 1956 Rainier poślubił amerykańską aktorkę Grace Kelly, a narodziny ich kolejnych dzieci w 1957 i 1958 roku ostatecznie oddaliły szanse rodziny de Massy na objęcie władzy w państwie. Sytuacja spowodowała jednak wieloletni konflikt pomiędzy Antoinette a jej bratem i bratową. Baronowa musiała opuścić Pałac Książęcy.
W 2002 książę Rainier III zmienił przepisy dotyczące dziedziczenia tronu, usuwając zapis o możliwości objęcia tronu przez dzieci adoptowane i ograniczył linię sukcesji do prawowitych potomków władcy, jego rodzeństwa i potomków jego rodzeństwa.
W kwietniu 2005 książę Rainier zmarł, wskutek czego baronowa i wszyscy jej potomkowie zostali usunięci z linii sukcesji. 15 kwietnia uczestniczyła w uroczystościach pogrzebowych brata.

### Działalność w Monako
Księżniczka Antoinette uczestniczyła w wydarzeniach, odbywających się regularnie w Księstwie Monako, do których należały:
- Bal Czerwonego Krzyża, który organizowany jest latem od 1948 roku, a jego założycielem był książę Ludwik II[4];
- Monaco Rose Ball (w marcu), z którego dochody zasilają konta Fundacji Księżnej Grace;
- Międzynarodowy Festiwal Cyrkowy (w styczniu), którego prezydentem jest księżniczka Stefania.

31 maja 1997 wystąpiła z rodziną książęcą podczas obchodów 700 lat istnienia dynastii Grimaldich.

### Oficjalne wizyty zagraniczne
W 1957 uczestniczyła w oficjalnej wizycie do Danii i Szwecji razem z bratem i bratową.

### Patronaty
- Była prezydentem Monakijskiej Organizacji Ochrony Zwierząt.
- Była prezydentem Battersea Dogs and Cats Home.

## Życie prywatne
Pod koniec II wojny światowej miała zamiar poślubić jednego z żołnierzy, ale na małżeństwo nie zgodził się jej dziadek, książę Ludwik II.
W połowie lat 40. XX wieku nawiązała relację z Alexandre-Athenase Noghès (ur. 15 czerwca 1916 w Paryżu, zm. 15 lutego 1999 w Stanach Zjednoczonych), monakijskim tenisistą, potomkiem założycieli Monakijskiego Klubu Automobilowego i Grand Prix Formuły 1 Monako.
13 stycznia 1947 w Monako urodziła się nieślubna córka pary, Elżbieta Anna Grimaldi (Elisabeth-Anne Grimaldi). 17 stycznia 1949 przyszedł na świat pierwszy syn pary, Krystian Ludwik Grimaldi (Christian Louis Grimaldi), a 8 lipca 1951 urodziła się kolejna córka, Krystyna Alix Grimaldi (Christine Alix Grimaldi). Wszystkie dzieci otrzymały przy urodzeniu panieńskie nazwisko swojej matki, Grimaldi, i nie miały prawa do dziedziczenia monakijskiego tronu jako pochodzące z niedynastycznego związku.
15 listopada 1951 książę Rainier III nadał Antoinette tytuł baronowej Massy, a nazwisko dzieci zmieniono na de Massy. Według prawa tytuł ten nie jest dziedziczny, w związku z czym potomkowie baronowej niesłusznie tytułują się jako baronowie de Massy.
4 grudnia 1951 w Genui Antoinette wstąpiła w cywilny związek małżeński z Noghesem, czyniąc ich dzieci prawowitymi potomkami. Ludwik, Elżbieta i Krystyna zostali wpisani odpowiednio na trzecie, czwarte i piąte miejsce w linii sukcesji, za wujem i matką. Małżeństwo zakończyło się rozwodem w 1954 roku.
W latach 50. związała się z doktorem Janem Karolem Rey (ur. 22 października 1914, zm. 17 września 1994), przewodniczącym Rady Narodowej. Rey pomagał księżniczce w dochodzeniu praw do korony, a Antoinette chciała, by księciem - zamiast jej brata - został jej syn, w imieniu którego mogłaby sprawować rządy, zanim osiągnąłby pełnoletniość. Doprowadziło to do konfliktu rodziny de Massy z dworem książęcym. Narodziny księżniczki Karoliny w 1957 i księcia Alberta w 1958 przesunęły dzieci Antoinette na dalsze miejsca w linii sukcesji. Baronowa Massy wzięła ślub z Janem Reyem w Hadze 2 grudnia 1961. Para otrzymała rozwód w 1974.
Trzecim mężem księżniczki został brytyjski tancerz Jan Gilpin (ur. 10 lutego 1930 w Southsea w Hempshire, zm. 5 września 1983 w Londynie). Ich ślub miał miejsce w Monako dnia 28 lipca 1983. Mężczyzna zmarł sześć tygodni później na zawał serca w czasie wizyty w swoim londyńskim mieszkaniu.
15 lutego 1989 w Nicei w wieku trzydziestu siedmiu lat zmarła córka księżniczki, Krystyna. Chorowała na białaczkę.
Przez wiele lat mieszkała w willi Le Bout de Monde w Eze. Była miłośniczką zwierząt, posiadała wiele psów i kotów.
Jej córka Elżbieta była rozwiedziona z Mikołajem Costello i miała dwoje dzieci: Jana Taubert Nattę (ur. 1974) i Melanię Costello (ur. 1985).
Syn Krystian pozostaje w związku małżeńskim z Cecylią Gelabale i ma troje dzieci: Letycję de Brouwer (ur. 1971), Brice'a de Massy (ur. 1987) i Antoine'a de Massy (ur. 1987).
Najmłodsza córka Krystyna miała jednego syna, Sebastiana Knecht de Massy, który jest ojcem czwórki dzieci.

## Choroba i śmierć
Pod koniec życia cierpiała z powodu osteoporozy i prawdopodobnie raka trzustki. 18 marca 2011 rodzina książęca wydała oświadczenie, informując o śmierci baronowej Massy minionej nocy. Księżniczka Antoinette od dłuższego czasu przebywała w Klinice imienia Księżnej Grace w Monaco-Ville. Flagi w księstwie zostały opuszczone do połowy masztów. Ogłoszono piętnastodniową żałobę, która miała zakończyć się 1 kwietnia.
Pogrzeb baronowej był uroczystością o charakterze prywatnym. W ceremonii udział wzięli wszyscy przedstawiciele monakijskiej rodziny książęcej. Antoinette została pochowana w kaplicy Pokoju nieopodal katedry monakijskiej razem ze swoją córką i trzecim mężem.

## Spuścizna
Jej imię nosi jej wnuczka, Melania Antoinette Costello de Lusignan (ur. 1986).
Imieniem księżniczki nazwany jest park w monakijskim osiedlu La Condamine. Parc Princesse Antoinette jest miejscem, w którym znajdują się ponad stuletnie drzewa oliwne.
W wyprodukowanym w 2014 roku filmie Grace księżna Monako rolę Antoinette zagrała Geraldine Somerville.

## Genealogia
Księżniczka Antoinette w linii męskiej należy do dynastii francuskich hrabiów de Polignac, z której pochodził jej ojciec. Dzieci Pierre'a i Charlotte otrzymały jednak rodowe nazwisko monakijskiej rodziny książęcej, Grimaldi. Rodzina de Polignac pochodziła z Velay w środkowej Francji. W 1385 roku męska linia potomków wygasła, a jedyna żyjąca kobieta poślubiła Guillaume de Chalancon, który przyjął nazwisko swojej małżonki i przedłużył ród.
W XVIII wieku jeden z ich potomków, hrabia Juliusz, otrzymał tytuł 1. księcia Polignac. Miał kilkoro dzieci, z których syn Juliusz jest przodkiem współczesnych książąt Polignac (od 1999 Armand Karol); natomiast syn Melchior jest bezpośrednim przodkiem panującej w Monako rodziny książęcej.
Matka Antoinette, Charlotte, była nieślubną i adoptowaną córką monakijskiego księcia Ludwika II. Jej przodkami ze strony ojca byli władcy księstwa z dynastii Grimaldich i de Matignon. Ze strony matki nie miała pochodzenia arystokratycznego.

### Przodkowie
|  |                                            |  |  |  |  |  |  |  |  |  |  |  | Camille, hrabia Polignac (1781-1855) |  |  |  |
|  |                                            |  |  |  |  |  |  |  |  |  |  |  |                                      |  |  |  |
|  |                                            |  |  |  |  |  |  |  |  |  |  |  |                                      |  |  |  |
|  |                                            |  |  |  |  |  |  |  |  |  |  |  |                                      |  |  |  |
|  | Charles, hrabia Polignac (1824-1881)       |  |  |  |  |  |  |  |  |  |  |  |                                      |  |  |  |
|  |                                            |  |  |  |  |  |  |  |  |  |  |  |                                      |  |  |  |
|  |                                            |  |  |  |  |  |  |  |  |  |  |  |                                      |  |  |  |
|  |                                            |  |  |  |  |  |  |  |  |  |  |  |                                      |  |  |  |
|  | Marie, hrabina Polignac (1791-1861)        |  |  |  |  |  |  |  |  |  |  |  |                                      |  |  |  |
|  |                                            |  |  |  |  |  |  |  |  |  |  |  |                                      |  |  |  |
|  |                                            |  |  |  |  |  |  |  |  |  |  |  |                                      |  |  |  |
|  |                                            |  |  |  |  |  |  |  |  |  |  |  |                                      |  |  |  |
|  | Maxence, hrabia Polignac (1857-1936)       |  |  |  |  |  |  |  |  |  |  |  |                                      |  |  |  |
|  |                                            |  |  |  |  |  |  |  |  |  |  |  |                                      |  |  |  |
|  |                                            |  |  |  |  |  |  |  |  |  |  |  |                                      |  |  |  |
|  |                                            |  |  |  |  |  |  |  |  |  |  |  |                                      |  |  |  |
|  | Joseph de Morando                          |  |  |  |  |  |  |  |  |  |  |  |                                      |  |  |  |
|  |                                            |  |  |  |  |  |  |  |  |  |  |  |                                      |  |  |  |
|  |                                            |  |  |  |  |  |  |  |  |  |  |  |                                      |  |  |  |
|  |                                            |  |  |  |  |  |  |  |  |  |  |  |                                      |  |  |  |
|  | Caroline, hrabina Polignac (1824-1883)     |  |  |  |  |  |  |  |  |  |  |  |                                      |  |  |  |
|  |                                            |  |  |  |  |  |  |  |  |  |  |  |                                      |  |  |  |
|  |                                            |  |  |  |  |  |  |  |  |  |  |  |                                      |  |  |  |
|  |                                            |  |  |  |  |  |  |  |  |  |  |  |                                      |  |  |  |
|  | Anne de Morando                            |  |  |  |  |  |  |  |  |  |  |  |                                      |  |  |  |
|  |                                            |  |  |  |  |  |  |  |  |  |  |  |                                      |  |  |  |
|  |                                            |  |  |  |  |  |  |  |  |  |  |  |                                      |  |  |  |
|  |                                            |  |  |  |  |  |  |  |  |  |  |  |                                      |  |  |  |
|  | Pierre, książę Valentinois (1895-1964)     |  |  |  |  |  |  |  |  |  |  |  |                                      |  |  |  |
|  |                                            |  |  |  |  |  |  |  |  |  |  |  |                                      |  |  |  |
|  |                                            |  |  |  |  |  |  |  |  |  |  |  |                                      |  |  |  |
|  |                                            |  |  |  |  |  |  |  |  |  |  |  |                                      |  |  |  |
|  | Isidoro de la Torre                        |  |  |  |  |  |  |  |  |  |  |  |                                      |  |  |  |
|  |                                            |  |  |  |  |  |  |  |  |  |  |  |                                      |  |  |  |
|  |                                            |  |  |  |  |  |  |  |  |  |  |  |                                      |  |  |  |
|  |                                            |  |  |  |  |  |  |  |  |  |  |  |                                      |  |  |  |
|  | Isidoro de la Torre (1816-1881)            |  |  |  |  |  |  |  |  |  |  |  |                                      |  |  |  |
|  |                                            |  |  |  |  |  |  |  |  |  |  |  |                                      |  |  |  |
|  |                                            |  |  |  |  |  |  |  |  |  |  |  |                                      |  |  |  |
|  |                                            |  |  |  |  |  |  |  |  |  |  |  |                                      |  |  |  |
|  | Teresa Carsi                               |  |  |  |  |  |  |  |  |  |  |  |                                      |  |  |  |
|  |                                            |  |  |  |  |  |  |  |  |  |  |  |                                      |  |  |  |
|  |                                            |  |  |  |  |  |  |  |  |  |  |  |                                      |  |  |  |
|  |                                            |  |  |  |  |  |  |  |  |  |  |  |                                      |  |  |  |
|  | Susana, hrabina Polignac (1858-1913)       |  |  |  |  |  |  |  |  |  |  |  |                                      |  |  |  |
|  |                                            |  |  |  |  |  |  |  |  |  |  |  |                                      |  |  |  |
|  |                                            |  |  |  |  |  |  |  |  |  |  |  |                                      |  |  |  |
|  |                                            |  |  |  |  |  |  |  |  |  |  |  |                                      |  |  |  |
|  | Gregorio de Mier                           |  |  |  |  |  |  |  |  |  |  |  |                                      |  |  |  |
|  |                                            |  |  |  |  |  |  |  |  |  |  |  |                                      |  |  |  |
|  |                                            |  |  |  |  |  |  |  |  |  |  |  |                                      |  |  |  |
|  |                                            |  |  |  |  |  |  |  |  |  |  |  |                                      |  |  |  |
|  | Maria de Mier (1830-?)                     |  |  |  |  |  |  |  |  |  |  |  |                                      |  |  |  |
|  |                                            |  |  |  |  |  |  |  |  |  |  |  |                                      |  |  |  |
|  |                                            |  |  |  |  |  |  |  |  |  |  |  |                                      |  |  |  |
|  |                                            |  |  |  |  |  |  |  |  |  |  |  |                                      |  |  |  |
|  | Mariana de Celis                           |  |  |  |  |  |  |  |  |  |  |  |                                      |  |  |  |
|  |                                            |  |  |  |  |  |  |  |  |  |  |  |                                      |  |  |  |
|  |                                            |  |  |  |  |  |  |  |  |  |  |  |                                      |  |  |  |
|  |                                            |  |  |  |  |  |  |  |  |  |  |  |                                      |  |  |  |
|  | Antoinette, baronowa Massy (1920-2011)     |  |  |  |  |  |  |  |  |  |  |  |                                      |  |  |  |
|  |                                            |  |  |  |  |  |  |  |  |  |  |  |                                      |  |  |  |
|  |                                            |  |  |  |  |  |  |  |  |  |  |  |                                      |  |  |  |
|  |                                            |  |  |  |  |  |  |  |  |  |  |  |                                      |  |  |  |
|  | Karol III, książę Monako (1818-1889)       |  |  |  |  |  |  |  |  |  |  |  |                                      |  |  |  |
|  |                                            |  |  |  |  |  |  |  |  |  |  |  |                                      |  |  |  |
|  |                                            |  |  |  |  |  |  |  |  |  |  |  |                                      |  |  |  |
|  |                                            |  |  |  |  |  |  |  |  |  |  |  |                                      |  |  |  |
|  | Albert I, książę Monako (1848-1922)        |  |  |  |  |  |  |  |  |  |  |  |                                      |  |  |  |
|  |                                            |  |  |  |  |  |  |  |  |  |  |  |                                      |  |  |  |
|  |                                            |  |  |  |  |  |  |  |  |  |  |  |                                      |  |  |  |
|  |                                            |  |  |  |  |  |  |  |  |  |  |  |                                      |  |  |  |
|  | Antoinette, księżna Monako (1828-1864)     |  |  |  |  |  |  |  |  |  |  |  |                                      |  |  |  |
|  |                                            |  |  |  |  |  |  |  |  |  |  |  |                                      |  |  |  |
|  |                                            |  |  |  |  |  |  |  |  |  |  |  |                                      |  |  |  |
|  |                                            |  |  |  |  |  |  |  |  |  |  |  |                                      |  |  |  |
|  | Ludwik II, książę Monako (1870-1949)       |  |  |  |  |  |  |  |  |  |  |  |                                      |  |  |  |
|  |                                            |  |  |  |  |  |  |  |  |  |  |  |                                      |  |  |  |
|  |                                            |  |  |  |  |  |  |  |  |  |  |  |                                      |  |  |  |
|  |                                            |  |  |  |  |  |  |  |  |  |  |  |                                      |  |  |  |
|  | William, 11. książę Hamilton (1811-1863)   |  |  |  |  |  |  |  |  |  |  |  |                                      |  |  |  |
|  |                                            |  |  |  |  |  |  |  |  |  |  |  |                                      |  |  |  |
|  |                                            |  |  |  |  |  |  |  |  |  |  |  |                                      |  |  |  |
|  |                                            |  |  |  |  |  |  |  |  |  |  |  |                                      |  |  |  |
|  | Maria, hrabina Tolna (1850-1922)           |  |  |  |  |  |  |  |  |  |  |  |                                      |  |  |  |
|  |                                            |  |  |  |  |  |  |  |  |  |  |  |                                      |  |  |  |
|  |                                            |  |  |  |  |  |  |  |  |  |  |  |                                      |  |  |  |
|  |                                            |  |  |  |  |  |  |  |  |  |  |  |                                      |  |  |  |
|  | Maria, księżna Hamilton (1817-1888)        |  |  |  |  |  |  |  |  |  |  |  |                                      |  |  |  |
|  |                                            |  |  |  |  |  |  |  |  |  |  |  |                                      |  |  |  |
|  |                                            |  |  |  |  |  |  |  |  |  |  |  |                                      |  |  |  |
|  |                                            |  |  |  |  |  |  |  |  |  |  |  |                                      |  |  |  |
|  | Charlotte, księżna Valentinois (1898-1977) |  |  |  |  |  |  |  |  |  |  |  |                                      |  |  |  |
|  |                                            |  |  |  |  |  |  |  |  |  |  |  |                                      |  |  |  |
|  |                                            |  |  |  |  |  |  |  |  |  |  |  |                                      |  |  |  |
|  |                                            |  |  |  |  |  |  |  |  |  |  |  |                                      |  |  |  |
|  | Jacques Louvet (1793-1872)                 |  |  |  |  |  |  |  |  |  |  |  |                                      |  |  |  |
|  |                                            |  |  |  |  |  |  |  |  |  |  |  |                                      |  |  |  |
|  |                                            |  |  |  |  |  |  |  |  |  |  |  |                                      |  |  |  |
|  |                                            |  |  |  |  |  |  |  |  |  |  |  |                                      |  |  |  |
|  | Jacques Louvet (1830-1910)                 |  |  |  |  |  |  |  |  |  |  |  |                                      |  |  |  |
|  |                                            |  |  |  |  |  |  |  |  |  |  |  |                                      |  |  |  |
|  |                                            |  |  |  |  |  |  |  |  |  |  |  |                                      |  |  |  |
|  |                                            |  |  |  |  |  |  |  |  |  |  |  |                                      |  |  |  |
|  | Marie Louvet (1802-1889)                   |  |  |  |  |  |  |  |  |  |  |  |                                      |  |  |  |
|  |                                            |  |  |  |  |  |  |  |  |  |  |  |                                      |  |  |  |
|  |                                            |  |  |  |  |  |  |  |  |  |  |  |                                      |  |  |  |
|  |                                            |  |  |  |  |  |  |  |  |  |  |  |                                      |  |  |  |
|  | Maria Louvet (1867-1930)                   |  |  |  |  |  |  |  |  |  |  |  |                                      |  |  |  |
|  |                                            |  |  |  |  |  |  |  |  |  |  |  |                                      |  |  |  |
|  |                                            |  |  |  |  |  |  |  |  |  |  |  |                                      |  |  |  |
|  |                                            |  |  |  |  |  |  |  |  |  |  |  |                                      |  |  |  |
|  | Pierre Piedefer (1798-1875)                |  |  |  |  |  |  |  |  |  |  |  |                                      |  |  |  |
|  |                                            |  |  |  |  |  |  |  |  |  |  |  |                                      |  |  |  |
|  |                                            |  |  |  |  |  |  |  |  |  |  |  |                                      |  |  |  |
|  |                                            |  |  |  |  |  |  |  |  |  |  |  |                                      |  |  |  |
|  | Josephine Louvet (1828-1871)               |  |  |  |  |  |  |  |  |  |  |  |                                      |  |  |  |
|  |                                            |  |  |  |  |  |  |  |  |  |  |  |                                      |  |  |  |
|  |                                            |  |  |  |  |  |  |  |  |  |  |  |                                      |  |  |  |
|  |                                            |  |  |  |  |  |  |  |  |  |  |  |                                      |  |  |  |
|  | Marie-Anne Piedefer (1793-1850)            |  |  |  |  |  |  |  |  |  |  |  |                                      |  |  |  |
|  |                                            |  |  |  |  |  |  |  |  |  |  |  |                                      |  |  |  |
|  |                                            |  |  |  |  |  |  |  |  |  |  |  |                                      |  |  |  |

### Rodzina książęca
| Pierwsze pokolenie                                                                                              | Drugie pokolenie                                | Trzecie pokolenie                            | Czwarte pokolenie                      | Piąte pokolenie                   |
| --- | ----------------------------------------------- | -------------------------------------------- | -------------------------------------- | --------------------------------- |
| Pierre, książę Valentinois (ur 1895, zm. 1964) Charlotte, księżna Valentinois (ur. 1898, zm. 1977) (potomkowie) | Antoinette, baronowa Massy (ur. 1920, zm. 2011) | Elisabeth de Massy (ur. 1947, zm. 2020)      | Jean Taubert Natta (ur. 1974)          | Melchior Taubert Natta (ur. 2009) |
| Pierre, książę Valentinois (ur 1895, zm. 1964) Charlotte, księżna Valentinois (ur. 1898, zm. 1977) (potomkowie) | Antoinette, baronowa Massy (ur. 1920, zm. 2011) | Elisabeth de Massy (ur. 1947, zm. 2020)      | Melanie-Antoinette de Massy (ur. 1985) |                                   |
| Pierre, książę Valentinois (ur 1895, zm. 1964) Charlotte, księżna Valentinois (ur. 1898, zm. 1977) (potomkowie) | Antoinette, baronowa Massy (ur. 1920, zm. 2011) | Christan de Massy (ur. 1949)                 | Leticia de Massy (ur. 1971)            | Rose de Brouwer (ur. 2008)        |
| Pierre, książę Valentinois (ur 1895, zm. 1964) Charlotte, księżna Valentinois (ur. 1898, zm. 1977) (potomkowie) | Antoinette, baronowa Massy (ur. 1920, zm. 2011) | Christan de Massy (ur. 1949)                 | Leticia de Massy (ur. 1971)            | Sylvestre de Brouwer (ur. 2008)   |
| Pierre, książę Valentinois (ur 1895, zm. 1964) Charlotte, księżna Valentinois (ur. 1898, zm. 1977) (potomkowie) | Antoinette, baronowa Massy (ur. 1920, zm. 2011) | Christan de Massy (ur. 1949)                 | Brice de Massy (ur. 1987)              |                                   |
| Pierre, książę Valentinois (ur 1895, zm. 1964) Charlotte, księżna Valentinois (ur. 1898, zm. 1977) (potomkowie) | Antoinette, baronowa Massy (ur. 1920, zm. 2011) | Christan de Massy (ur. 1949)                 | Antoine de Massy (ur. 1997)            |                                   |
| Pierre, książę Valentinois (ur 1895, zm. 1964) Charlotte, księżna Valentinois (ur. 1898, zm. 1977) (potomkowie) | Antoinette, baronowa Massy (ur. 1920, zm. 2011) | Christine-Alix de Massy (ur. 1951, zm. 1989) | Sebastian Knecht de Massy (ur. 1972)   | Christine Knecht (ur. 2000)       |
| Pierre, książę Valentinois (ur 1895, zm. 1964) Charlotte, księżna Valentinois (ur. 1898, zm. 1977) (potomkowie) | Antoinette, baronowa Massy (ur. 1920, zm. 2011) | Christine-Alix de Massy (ur. 1951, zm. 1989) | Sebastian Knecht de Massy (ur. 1972)   | Alexia Knecht (ur. 2001)          |
| Pierre, książę Valentinois (ur 1895, zm. 1964) Charlotte, księżna Valentinois (ur. 1898, zm. 1977) (potomkowie) | Antoinette, baronowa Massy (ur. 1920, zm. 2011) | Christine-Alix de Massy (ur. 1951, zm. 1989) | Sebastian Knecht de Massy (ur. 1972)   | Vittoria Knecht (ur. 2007)        |
| Pierre, książę Valentinois (ur 1895, zm. 1964) Charlotte, księżna Valentinois (ur. 1898, zm. 1977) (potomkowie) | Antoinette, baronowa Massy (ur. 1920, zm. 2011) | Christine-Alix de Massy (ur. 1951, zm. 1989) | Sebastian Knecht de Massy (ur. 1972)   | Andrea Knecht (ur. 2008)          |
| Pierre, książę Valentinois (ur 1895, zm. 1964) Charlotte, księżna Valentinois (ur. 1898, zm. 1977) (potomkowie) | Rainier III, książę Monako (ur. 1923, zm. 2005) | Caroline, księżna Hanoweru (ur. 1957)        | Andrea Casiraghi (ur. 1984)            | Alexandre Casiraghi (ur. 2013)    |
| Pierre, książę Valentinois (ur 1895, zm. 1964) Charlotte, księżna Valentinois (ur. 1898, zm. 1977) (potomkowie) | Rainier III, książę Monako (ur. 1923, zm. 2005) | Caroline, księżna Hanoweru (ur. 1957)        | Andrea Casiraghi (ur. 1984)            | India Casiraghi (ur. 2015)        |
| Pierre, książę Valentinois (ur 1895, zm. 1964) Charlotte, księżna Valentinois (ur. 1898, zm. 1977) (potomkowie) | Rainier III, książę Monako (ur. 1923, zm. 2005) | Caroline, księżna Hanoweru (ur. 1957)        | Andrea Casiraghi (ur. 1984)            | Maximilian Casiraghi (ur. 2018)   |
| Pierre, książę Valentinois (ur 1895, zm. 1964) Charlotte, księżna Valentinois (ur. 1898, zm. 1977) (potomkowie) | Rainier III, książę Monako (ur. 1923, zm. 2005) | Caroline, księżna Hanoweru (ur. 1957)        | Charlotte Casiraghi (ur. 1986)         | Raphael Elmaleh (ur. 2013)        |
| Pierre, książę Valentinois (ur 1895, zm. 1964) Charlotte, księżna Valentinois (ur. 1898, zm. 1977) (potomkowie) | Rainier III, książę Monako (ur. 1923, zm. 2005) | Caroline, księżna Hanoweru (ur. 1957)        | Charlotte Casiraghi (ur. 1986)         | Balthasar Rassam (ur. 2018)       |
| Pierre, książę Valentinois (ur 1895, zm. 1964) Charlotte, księżna Valentinois (ur. 1898, zm. 1977) (potomkowie) | Rainier III, książę Monako (ur. 1923, zm. 2005) | Caroline, księżna Hanoweru (ur. 1957)        | Pierre Casiraghi (ur. 1987)            | Stefano Casiraghi (ur. 2017)      |
| Pierre, książę Valentinois (ur 1895, zm. 1964) Charlotte, księżna Valentinois (ur. 1898, zm. 1977) (potomkowie) | Rainier III, książę Monako (ur. 1923, zm. 2005) | Caroline, księżna Hanoweru (ur. 1957)        | Pierre Casiraghi (ur. 1987)            | Franceso Casiraghi (ur. 2018)     |
| Pierre, książę Valentinois (ur 1895, zm. 1964) Charlotte, księżna Valentinois (ur. 1898, zm. 1977) (potomkowie) | Rainier III, książę Monako (ur. 1923, zm. 2005) | Caroline, księżna Hanoweru (ur. 1957)        | księżniczka Alexandra (ur. 1999)       |                                   |
| Pierre, książę Valentinois (ur 1895, zm. 1964) Charlotte, księżna Valentinois (ur. 1898, zm. 1977) (potomkowie) | Rainier III, książę Monako (ur. 1923, zm. 2005) | Albert II, książę Monako (ur. 1958)          | Jazmin Grimaldi (ur. 1992)             |                                   |
| Pierre, książę Valentinois (ur 1895, zm. 1964) Charlotte, księżna Valentinois (ur. 1898, zm. 1977) (potomkowie) | Rainier III, książę Monako (ur. 1923, zm. 2005) | Albert II, książę Monako (ur. 1958)          | Alexandre Grimaldi-Coste (ur. 2003)    |                                   |
| Pierre, książę Valentinois (ur 1895, zm. 1964) Charlotte, księżna Valentinois (ur. 1898, zm. 1977) (potomkowie) | Rainier III, książę Monako (ur. 1923, zm. 2005) | Albert II, książę Monako (ur. 1958)          | Gabriela, hrabina Carladès (ur. 2014)  |                                   |
| Pierre, książę Valentinois (ur 1895, zm. 1964) Charlotte, księżna Valentinois (ur. 1898, zm. 1977) (potomkowie) | Rainier III, książę Monako (ur. 1923, zm. 2005) | Albert II, książę Monako (ur. 1958)          | Jakub, markiz Baux (ur. 2014)          |                                   |
| Pierre, książę Valentinois (ur 1895, zm. 1964) Charlotte, księżna Valentinois (ur. 1898, zm. 1977) (potomkowie) | Rainier III, książę Monako (ur. 1923, zm. 2005) | księżniczka Stephanie (ur. 1965)             | Louis Ducruet (ur. 1992)               | Victoire Ducruet (ur. 2023)       |
| Pierre, książę Valentinois (ur 1895, zm. 1964) Charlotte, księżna Valentinois (ur. 1898, zm. 1977) (potomkowie) | Rainier III, książę Monako (ur. 1923, zm. 2005) | księżniczka Stephanie (ur. 1965)             | Pauline Ducruet (ur. 1994)             |                                   |
| Pierre, książę Valentinois (ur 1895, zm. 1964) Charlotte, księżna Valentinois (ur. 1898, zm. 1977) (potomkowie) | Rainier III, książę Monako (ur. 1923, zm. 2005) | księżniczka Stephanie (ur. 1965)             | Camille Gottlieb (ur. 1998)            |                                   |

## Tytuły
| Od                | do                | Tytuł                                                 |
| 28 grudnia 1920   | 15 listopada 1951 | Jej Książęca Wysokość Księżniczka Antoinette z Monako |
| 15 listopada 1951 | 18 marca 2011     | Jej Książęca Wysokość Baronowa Massy                  |